# Fudbalski Klub Javor Ivanjica
Il Fudbalski Klub Javor Ivanjica, noto come Javor Ivanjica o Javor Matis per ragioni di sponsorizzazione, è una società calcistica serba con sede nella città di Ivanjica. I suoi colori sociali sono il rosso e il bianco. Milita nella Prva Liga Srbija, la seconda divisione del campionato serbo.

## Storia
Fondato nel 1912, è uno dei club calcistici più antichi della Serbia. Fu fondato dalla gioventù locale guidata dallo studente Milan Radojević, che in quell'anno portò il primo pallone da calcio e di conseguenza le regole del gioco nella città di Ivanjica. Il club prende il nome "Javor" da una montagna della zona. In quel periodo lo Javor era l'unico club esistente nella regione, quindi le prime partite furono giocate dagli stessi membri del club tra di loro, divisi in due squadre. Nel primo dopoguerra, la squadra fu molto attiva.
Lo Javor ha militato per la maggior parte della propria storia nelle serie minori del calcio jugoslavo, nel 1994 vince la promozione nella Druga Savezna Liga dove gioca fino alla stagione 2001-2002, quando vince campionato e promozione nella Prva Savezna Liga, la massima divisione serbo-montenegrina, ma viene subito retrocesso. Ritornerà nella massima serie nel 2005-2006, quando la divisione viene riformata e diventa la Superliga, ed il club cambia nome in FK Habitfarm per ragioni di sponsor. Il club tornerà a chiamarsi Javor nella stagione 2010-2011.
Recentemente lo Javor ha principalmente militato nella Superliga, viene retrocesso nella stagione 2017-2018 in Prva Liga, ma la stagione successiva viene nuovamente promosso nel massimo campionato.

## Stadio
La squadra gioca le partite casalinghe al Gradski Stadion Ivanjica, impianto con una capienza massima di 3.000 posti.

## Palmarès

### Competizioni nazionali
- Prva Liga Srbija: 1

2007-2008
- Druga liga SR Jugoslavije: 1

2001-2002 (girone ovest)

### Altri piazzamenti
- Coppa di Serbia:

Finalista: 2015-2016
Semifinalista: 2012-2013
- Prva Liga Srbija:

Secondo posto: 2004-2005, 2014-2015, 2018-2019, 2024-2025

## Organico

### Rosa 2023-2024
Aggiornata al 9 febbraio 2024
| N. |                       | Ruolo | Calciatore       |
| -- | --------------------- | ----- | ---------------- |
| 1  | Serbia (bandiera)     | P     | Lazar Raičević   |
| 2  | Serbia (bandiera)     | D     | Milan Ilić       |
| 3  | Serbia (bandiera)     | D     | Milan Obradović  |
| 4  | Brasile (bandiera)    | D     | Leandro Pinto    |
| 7  | Serbia (bandiera)     | A     | Luka Ratković    |
| 8  | Serbia (bandiera)     | C     | Luka Gojković    |
| 9  | Ghana (bandiera)      | A     | Ibrahim Tanko    |
| 10 | Serbia (bandiera)     | C     | Radivoj Bosić    |
| 11 | Serbia (bandiera)     | A     | Stefan Milošević |
| 12 | Serbia (bandiera)     | P     | Nikola Popovic   |
| 13 | Serbia (bandiera)     | C     | Dino Dolmagić    |
| 16 | Montenegro (bandiera) | D     | Boris Kopitović  |
| 17 | Serbia (bandiera)     | D     | Nemanja Miletić  |

| N. |                                 | Ruolo | Calciatore           |
| -- | ------------------------------- | ----- | -------------------- |
| 19 | Brasile (bandiera)              | C     | Eliomar              |
| 20 | Francia (bandiera)              | C     | Boubacari Doucouré   |
| 22 | Bosnia ed Erzegovina (bandiera) | D     | Kristijan Tojčić     |
| 26 | Serbia (bandiera)               | D     | Đorđe Skoko          |
| 27 | Costa d'Avorio (bandiera)       | A     | Bayéré Junior Loué   |
| 29 | Serbia (bandiera)               | C     | Jovan Goronjić       |
| 31 | Serbia (bandiera)               | D     | Todor Petrović       |
| 33 | Serbia (bandiera)               | C     | Lazar Selenić        |
| 98 | Serbia (bandiera)               | P     | Strahinja Manojlović |
|    | Serbia (bandiera)               | D     | Stefan Marjanović    |
|    | Serbia (bandiera)               | C     | Luka Petrovic        |
|    | Serbia (bandiera)               | C     | Lazar Mićić          |
|    | Giamaica (bandiera)             | A     | Trivante Stewart     |